# Coleophora gotlandica
Coleophora gotlandica é uma espécie de mariposa do gênero Coleophora pertencente à família Coleophoridae.